# Culex wepsterae
Culex wepsterae är en tvåvingeart som beskrevs av William H.W. Komp och Rozeboom 1951. Culex wepsterae ingår i släktet Culex och familjen stickmyggor.
Artens utbredningsområde är Surinam. Inga underarter finns listade i Catalogue of Life.